# 毛泽东 (电视剧)
《毛泽东》（英語：Mao Zedong），中国的电视节目，导演高希希、嘉娜·沙哈提，主演唐国强、刘劲、郭连文、王伍福、马晓伟。本共分上下部各50集，但下部仍未开拍。

## 播出时间与平台
由于纪念毛泽东诞生120周年宣传的政治任务，加上因应湖南经视文化传播有限公司参与投资，该剧于2013年12月25日在中国中央电视台综合频道黄金剧场和湖南卫视金鹰独播剧场同步首播。由於此前兩頻道播放節目的檔期和方式不同，湖南卫视将该劇的播出時間调整為每周日至周四晚20:06至22:00，两集连播（湖南卫视于2015年2月正式跟进央视1套的电视剧编排制度）。
在剧集播放到中后段的时候，央视在周五恢复播出两集，但湖南卫视由于周五的档期已满，没有跟播，而在周日连续播出4集来追赶央视的进度。该剧的上半部于2014年1月27日播出完毕，原定播出50集，但实际共删减成49集。
| 頻道         | 所在地   | 播映日期       | 播出時間 | 備註               |
| 亚洲联合卫视 | 香港     | 2013年12月13日 |          |                    |
| 央視綜合     | 中国大陆 | 2013年12月25日 | 20:06    | 周日至周四两集连播 |
| 湖南卫视     | 中国大陆 | 2013年12月25日 | 20:06    | 周日至周四两集连播 |

## 剧情
该剧讲述毛泽东从韶山出生、读书求学、参加革命、建立国家、治理国家的历史。

## 演出

### 中国共产党
| 演员                | 角色   | 备注 |
| 唐国强 青年：侯京健 | 毛泽东 | 字润之（原作咏芝，后改润芝），笔名子任。湖南湘潭人。诗人，马克思主义者，无产阶级革命家、战略家和理论家，中国共产党、中国人民解放军和中华人民共和国的主要缔造者和领导人。1945年起成为中国共产党中央委员会主席。1949至1976年，毛泽东担任中华人民共和国最高领导人。他对马克思列宁主义的发展、军事理论的贡献以及对共产党的理论贡献被称为毛泽东思想。因毛泽东担任过的主要职务几乎全部称为主席，所以也被官方称为“毛主席”。毛泽东被视为现代世界历史中重要的人物之一，《时代》杂志也将他评为20世纪最具影响100人之一。 |
| 刘劲 青年：夏德俊   | 周恩来 | 字翔宇，曾用名伍豪等，原籍浙江绍兴，生于江苏淮安。伟大的马克思主义者，中国无产阶级革命家、政治家、军事家、外交家，中国共产党和中华人民共和国的主要领导人，中国人民解放军主要创建人和领导人，首任中华人民共和国总理。他是以毛泽东同志为核心的党的第一代中央领导集体的重要成员，在国际上也享有很高威望。周恩来同志的卓著功勋、崇高品德、光辉人格，深深铭记在全国各族人民心中。 |
| 王伍福 青年：任山   | 朱德   | 字玉阶，原名朱代珍，曾用名朱建德，中国共产党、中国人民解放军和中华人民共和国的主要缔造者和领导人之一。中华人民共和国元帅之首，伟大的无产阶级革命家、军事家、政治家、国家的领袖。北洋时期，曾被授予勋五位、三等文虎勋章、陆军中将军衔，抗日战争期间，被国民政府授予国民革命军上将军衔及抗战胜利勋章，是中国近现代史上唯一同时指挥过国、共军队的军事统帅。中华人民共和国成立之后，于1955年，被授予中华人民共和国元帅军衔。 |
| 郭连文              | 刘少奇 | 原名绍选，字谓潢。湖南省宁乡县人。是伟大的马克思主义者，伟大的无产阶级革命家、政治家、理论家，党和国家主要领导人之一，中华人共和国开国元勋，是以毛泽东同志为核心的党的第一代中央领导集体的重要成员。1959年4月，在第二届全国人民代表大会第一次会议上当选为中华人民共和国主席、国防委员会主席，1966年“文化大革命”开始后，他受到错误的批判，并遭到林彪、江青反革命集团的政治陷害和人身摧残，于1969年11月12日病逝。1980年中共十一届五中全会为恢复他的名誉作了专门的决定。他的主要著作收入了《刘少奇选集》。 |
| 刘丛丹              | 杨开慧 | 毛泽东首任妻子 |
| 宗利群              | 彭德怀 | 原名得华，号石穿；1898年10月24日出生于湖南省湘潭县石潭镇乌石寨彭家围子；1974年11月29日14时25分在北京含冤辞世；前妻刘坤模，后娶浦安修为妻，无子女。是伟大的无产阶级革命家、军事家、政治家；中国共产党、中华人民共和国与中国人民解放军的卓越领导人之一；中国人民解放军的缔造者之一，中华人民共和国的开国元勋之一；1955年被授予元帅军衔和一级八一勋章、一级独立自由勋章、一级解放勋章。任中共六届候补中央委员；七、八届中央委员、中央政治局委员；国务院副总理兼国防部部长；国防委员会副主席；中共中央西南局“三线”建设委员会第三副主任等职务。 |
| 孙洪涛              | 张闻天 | 曾任中国共产党中央委员会总书记 |
| 王亚楠              | 叶挺   | 中国人民解放军创始人之一，新四军军长 |
| 葛子铭              | 周以栗 | |
| 王碧琪              | 贺子珍 | 毛泽东第二任妻子 |
| 邵峰                | 王稼祥 | |
| 樊营                | 毛岸英 | 毛泽东长子 |
| 孙嘉                | 江青   | 毛泽东第三任妻子 |
| 由立平              | 林彪   | 原名育蓉，字阳春；1907年12月5日出生于黄冈市林家大湾；1971年9月13日凌晨在逃亡途中于蒙古温都尔汗发生空难身亡，史称“913事件“；前妻张梅，后娶叶群为妻，有儿子林立果和女儿林晓霖（长女）、林立衡（次女）。是著名的无产阶级革命家、军事家、政治家；中国共产党、中华人民共和国与中国人民解放军的卓越领导人之一；中国人民解放军的缔造者之一，中华人民共和国的开国元勋之一；1955年被授予元帅军衔和一级八一勋章、一级独立自由勋章、一级解放勋章。 相继担任过红军一军团军团长→红军大学校长→八路军115师师长→山东军区司令→冀热辽军区司令→东北人民自治军司令→东北民主联军司令→中国人民解放军东北军区兼东北野战军司令→第四野战军司令→国务院副总理→中共中央第一副主席等职务；1955年之后由于其老师、时任国务院总理周恩来反冒进失败，使得林彪变得更加谨慎、小心。也因此从50年代末期开始变得紧跟毛泽东，从而犯下了不可挽回的严重错误（导致刘少奇、贺龙死亡，邓小平被罢官下放以及纵容林立果组织刺杀毛泽东）。最终在死后的1973年8月20日被追开党籍。 |

### 中国国民党
| 演员   | 角色   | 备注 |
| 马晓伟 | 蔣中正 | 原名瑞元，譜名周泰，學名志清，後改名中正，字介石，浙江奉化人。為了與其子蔣經國區分，又稱老蔣。中國政治人物，軍事家。蔣任中華民國自行憲起的第一至第五任總統，並連續當選中國國民黨總裁。歷任黃埔軍校校長、國民革命軍總司令、國民政府主席、國民政府軍事委員會委員長。並曾任行政院院長、中華民國特級上將，及二次大戰時期盟軍中國戰區最高統帥等。蔣中正是繼孫中山後，中華民國及中國國民黨最高領導人。 |
| 濱     | 张学良 | |
| 刘波   | 孔祥熙 | |
| 柯蓝   | 宋霭龄 | |
| 张钧涵 | 陈立夫 | |
| 明加   | 宋美龄 | 广东文昌（今海南文昌）人，中华民国第一夫人蒋介石的妻子。中国国民党中央评议委员会主席团主席、中国国民党中央妇女工作委员会指导会议指导长、辅仁大学董事会前董事长与名誉董事长。因为在传统的中国社会，女人嫁人以后，就改为夫姓。所以她的全名是：蒋宋美龄，人称：蒋夫人。她曾经为了中国的抗日战争，作为中国的第一夫人到美国进行筹款活动，她流利的英文和优雅的言行，受到美国政界的好评。宋美龄在近代中国历史与对美关系具有深远的影响力。但她因为各种考量，至死都没有与大姐、二姐相见。在大姐宋霭龄与二姐宋庆龄的葬礼上也不肯去见最后一面。 |
| 谢君豪 | 孙中山 | 国民党创始人。 |

### 其他
| 演员   | 角色   | 备注 |
| 张倬闻 | 萧子升 |      |
| 夏铭浩 | 苏先骏 |      |
| 鸿利   | 张文瑶 |      |
| 王仁君 | 光绪帝 |      |

## 剧中音乐
| - 演奏：亚洲爱乐乐团 - 指挥：徐沛东 - 合唱：爱乐合唱团 - 二胡演奏：邓建栋 | - 竹笛、尺叭演奏：王华 - 圆号独奏：朱昆强 - 乐团首席：黄立杰 - 音乐录音：许刚、邹畅 - 录音助理：王小莉 |

| 曲序 | 曲目                   | 演唱           |
| ---- | ---------------------- | -------------- |
| 1.   | 贺新郎·别友            | 郁钧剑、王丽达 |
| 2.   | 沁园春·长沙            | 廖昌永         |
| 3.   | 清平乐·会昌            | 虞霞           |
| 4.   | 减字木兰花·广昌路上    | 吕继宏         |
| 5.   | 清平乐·六盘山          | 宋祖英         |
| 6.   | 高楼万丈（陕北民歌）   | 高保利         |
| 7.   | 中国人民解放军占领南京 | 爱乐合唱团     |

## 花絮
- 该剧是“纪念毛泽东诞辰120周年”。[1][2]该剧分为2季，上季为60集，下季为40集。[3]该剧将在2013年12月26日毛泽东生日那天在中国中央电视台综合频道首播。[3][4]
- 该剧由中国共产党湖南省委员会、中共中央文献研究室、中共中央党史研究室出品，中国电视剧制作中心有限责任公司、湖南广播电视台、湖南和光传媒有限责任公司、浙江美浓影视有限公司、北京希世纪影视文化发展有限公司制作。[1]
- 该剧总投资达到1.2亿元人民币，将在湖南省、陕西省、重庆市、北京市、上海市取景。[1]
- 该剧总顾问是毛泽东的嫡孙毛新宇。[5]

## 奬项
- 第27届中国电视金鹰奖优秀电视剧

## 收視率
由於兩台均採用CSM全國網作為官方收視數據，以下一章節同時記錄CSM48城市和全國網的收視數據，其他29城市、33城市或71城市等相關數據請查閱索福瑞公司給出的收視數據，以下收視排行包含央視在內，收視排名均指同時段而非晚間全部劇集收視排行。

| 中国大陆 湖南卫视／中央电视台综合频道 首播收视率 （CSM48） |                |          |          |          |                    |                    |                    | |
| 集數                                                       | 播出日期       | 湖南卫视 | 湖南卫视 | 湖南卫视 | 中央电视台综合频道 | 中央电视台综合频道 | 中央电视台综合频道 | 備註 |
| 集數                                                       | 播出日期       | 收視率   | 收視份額 | 排名     | 收視率             | 收視份額           | 排名               | 備註 |
| 01-02                                                      | 2013年12月25日 | 0.702    | 1.92     | 10       | 1.727              | 4.73               | 1                  | 為配合央視播出時間，湖南衛視將電視劇調整到20點整點播出。                                                                             |
| 03-04                                                      | 2013年12月26日 | 0.309    | 1.33     | 20       | 1.473              | 3.99               | 1                  | 湖南衛視播出紀念毛澤東晚會，播出時間推遲至21點30分。                                                                                 |
| -                                                          | 2013年12月27日 | -        | -        | -        | -                  | -                  | -                  | 周五停播 |
| -                                                          | 2013年12月28日 | -        | -        | -        | -                  | -                  | -                  | 周六停播 |
| 05-06                                                      | 2013年12月29日 | 0.464    | 1.24     | 15       | 1.404              | 3.74               | 1                  | 東方《零下三十八度》完結 |
| 07-08                                                      | 2013年12月30日 | 0.559    | 1.50     | 11       | 1.561              | 4.17               | 1                  | |
| -                                                          | 2013年12月31日 | -        | -        | -        | -                  | -                  | -                  | 逢新年，播出2014年跨年演唱会 江蘇《幸福媳婦成長記》完結 / 浙江《恋爱的那点事儿》完結 安徽、深圳、河北《烽火佳人》完結                |
| -                                                          | 2014年1月1日   | -        | -        | -        | -                  | -                  | -                  | 逢新年，停播。 深圳《土地公土地婆》上檔 江蘇、浙江、東方、天津《一代梟雄》上檔 安徽、貴州、黑龍江、重慶《利箭纵横》上檔              |
| 09-10                                                      | 2014年1月2日   | 0.475    | 1.29     | 14       | 1.324              | 3.56               | 1                  | |
| -                                                          | 2014年1月3日   | -        | -        | -        | -                  | -                  | -                  | 周五停播 |
| -                                                          | 2014年1月4日   | -        | -        | -        | -                  | -                  | -                  | 周六停播 |
| 11-12                                                      | 2014年1月5日   | 0.404    | 1.06     | 18       | 1.213              | 3.20               | 1                  | |
| 13-14                                                      | 2014年1月6日   | 0.459    | 1.25     | 16       | 1.403              | 3.82               | 1                  | |
| 15-16                                                      | 2014年1月7日   | 0.417    | 1.13     | 19       | 1.518              | 4.10               | 1                  | |
| 17-18                                                      | 2014年1月8日   | 0.464    | 1.24     | 16       | 1.486              | 3.96               | 1                  | |
| 19-20                                                      | 2014年1月9日   | 0.505    | 1.35     | 17       | 1.525              | 4.07               | 1                  | |
| 21-22                                                      | 2014年1月10日  | -        | -        | -        | 1.472              | 3.74               | 1                  | 湖南衛視播出《我是歌手2》 |
| -                                                          | 2014年1月11日  | -        | -        | -        | -                  | -                  | -                  | 周六停播 |
| 23-24                                                      | 2014年1月12日  | 0.358    | 1.19     | 20       | 1.429              | 3.68               | 1                  | 湖南衛視一連播出4集(第21-24集) |
| 25-26                                                      | 2014年1月13日  | 0.482    | 1.25     | 14       | 1.467              | 3.82               | 1                  | |
| 27-28                                                      | 2014年1月14日  | 0.432    | 1.13     | 16       | 1.775              | 4.66               | 1                  | |
| 29-30                                                      | 2014年1月15日  | 0.442    | 1.14     | 17       | 1.731              | 4.47               | 1                  | |
| 31-32                                                      | 2014年1月16日  | 0.516    | 1.32     | 15       | 1.873              | 4.79               | 1                  | 缺长春数据 江蘇、浙江、東方、天津《一代梟雄》完結 安徽、貴州、黑龍江、重慶《利箭纵横》完結                                           |
| 33-34                                                      | 2014年1月17日  | -        | -        | -        | 1.913              | 4.876              | 1                  | 湖南衛視播出《我是歌手2》 深圳《土地公土地婆》完結 江蘇《与狼共舞2》/ 浙江《天龍八部》上檔 安徽、東方、湖北、黑龍江《爱情公寓4》上檔 |
| -                                                          | 2014年1月18日  | -        | -        | -        | -                  | -                  | -                  | 周六停播 深圳《辣媽大作戰》上檔 |
| 35-36                                                      | 2014年1月19日  | 0.351    | 1.16     | 21       | 1.866              | 4.73               | 1                  | 湖南衛視一連播出4集(第33-36集) |
| 37-38                                                      | 2014年1月20日  | 0.430    | 1.15     | 25       | 1.942              | 5.06               | 1                  | 缺长沙、长春数据 |
| 39-40                                                      | 2014年1月21日  | 0.523    | 1.40     | 18       | 2.167              | 5.56               | 1                  | 缺福州、厦门数据 |
| 41-42                                                      | 2014年1月22日  | 0.491    | 1.27     | 19       | 2.115              | 5.45               | 1                  | |
| 43-44                                                      | 2014年1月23日  | -        | -        | -        | 2.142              | 5.46               | 1                  | 湖南衛視停播，播出《2014湖南衛視春節晚會》                                                                                           |
| 45-46                                                      | 2014年1月24日  | -        | -        | -        | 2.160              | 5.58               | 1                  | 湖南衛視播出《我是歌手2》 |
| -                                                          | 2014年1月25日  | -        | -        | -        | -                  | -                  | -                  | 周六停播 |
| 47-48                                                      | 2014年1月26日  | 0.39     | 1.29     | 18       | 2.011              | 5.23               | 1                  | 湖南衛視《天龍八部》完結 湖南衛視一連播出4集(第43-46集)                                                                              |
| 49                                                         | 2014年1月27日  | 0.382    | 1.04     | 22       | 1.912              | 4.98               | 1                  | 湖南卫视连播3集(第47-49集) |
|                                                            | 平均收視       | 0.440    |          |          |                    |                    |                    | |

1. 同时段或交叉时段主要节目：
  - 浙江衛視《戀愛的那點事兒》/《一代梟雄》(与江蘇、東方、天津衛視联播) /《天龍八部》
  - 江蘇衛視《幸福媳婦成長記》/《一代梟雄》/《与狼共舞2》
  - 東方衛視《零下三十八度》/《一代梟雄》/《爱情公寓4》(与安徽、湖北、黑龙江卫视联播)
  - 安徽衛視《烽火佳人》(与深圳、河北卫视联播) /《利箭纵横》(与貴州、黑龍江、重庆卫视联播) /《爱情公寓4》
2. 数据由广视索福瑞提供，调查范围为四岁以上之观众。
  - 数据资料来源：收视率数据分析师

## 批评
2015年5月，中国控制吸烟协会批评该剧吸烟镜头较多。

## 节目變遷
| 中国大陆 湖南卫视 金鹰独播剧场 第二线剧集 周日至周四20:00－22:00 两集连播 | 中国大陆 湖南卫视 金鹰独播剧场 第二线剧集 周日至周四20:00－22:00 两集连播          | 中国大陆 湖南卫视 金鹰独播剧场 第二线剧集 周日至周四20:00－22:00 两集连播 |
| ------------------------------------------------------------------------- | ---------------------------------------------------------------------------------- | ------------------------------------------------------------------------- |
|                                                                           | 天龍八部 (2013年12月22日－2014年1月26日)[a] 毛泽东 (2013年12月25日－2014年1月27日) |                                                                           |
| 最美的时光 (2013年11月20日－12月22日)                                     | 隋唐英雄3 (2014年1月28日－3月2日)                                                  |                                                                           |
| 中国大陆 中央电视台综合频道 第一特约剧场 周日至周四20:00－22:00二集连播   |                                                                                    |                                                                           |
| 聂荣臻 (2013.12.11－2013.12.24)                                           | 毛泽东 (2013.12.25－2014.01.27)                                                    | 父母爱情 (2014.02.02－2014.03.02)[b]                                      |

^ a. 2013年12月22日至24日3集连播，25日起调整为第一线剧集19:30-20:00每晚1集。

^ b. 恰逢中国农历元宵节，央视推出谜语节目，因此黄金剧场于2014年2月8日至16日停播8天。